# Pierre-Gérard Langlois
Pour les articles homonymes, voir Langlois.
Pierre-Gérard Langlois est un artiste peintre et lithographe né à Montauban (Tarn-et-Garonne) le 27 juin 1940, mort à Louviers (Eure) le 5 juillet 1994. Il a signé une part de son œuvre du pseudonyme de G. Duroc.

## Biographie
Après avoir, en 1955, suivi des études de chimie dans un lycée technique, Pierre-Gérard Langlois suit en 1956 les cours d'arts décoratifs de l'École des beaux-arts de Rouen. Il commence à peindre en 1957, mais s'orientant professionnellement vers le décor et le costume de scène, il travaille à partir de 1959 pour le Théâtre national populaire de Jean Vilar avant d'être décorateur chez Lanvin (jusqu'en 1962), puis chez Chanel (jusqu'en 1964). Ce sont ensuite les rencontres de Félix Valoussière (directeur du théâtre des Champs-Élysées) et de Élie-Léon Brami (directeur de la Galerie Vendôme) qui l'un et l'autre remarquent sa peinture et organisent ses premières expositions à Paris (voir expositions personnelles ci-dessous).
Les années 1970 sont marquées par de nombreuses expositions tant en province (Auch, Béziers, Val d'Isère, Quiberon, Rennes, Toulouse) qu'à Paris (en particulier à la Galerie de Paris qui accueille aussi Yves Brayer, Michel Ciry, André Brasilier et Camille Hilaire), en France d'outre-mer (Saint-Denis de la Réunion) et à l'étranger (Tunis, San Antonio du Texas). Elles voient sa peinture (huiles et acryliques) se définir comme un paysagisme semi-abstrait, avec de larges aplats superposés en un registre chromatique minimal (poussé dans les Marines jusqu'au camaïeu et à la monochromie) gris, blanc, beige et noir qui ne manque pas de suggérer l'œuvre de Nicolas de Stael. La diversité des couleurs revient toutefois à partir de 1976 (date de son voyage en Thaïlande et de sa série des Bonzes) avec, outre des natures mortes, ses thèmes des Masques de Venise, des Touaregs, des Villages marocains, des Musiciens, de New York et des Toits de Paris.
Ses recherches le conduiront vers un autre registre, toujours proche de l'abstraction, avec des compositions nettement plus colorées, aux effets de pétrifications et de marbrures antiques et généralement construites à partir du thème du Nu. Pour dissocier ces travaux, il choisira de leur donner une seconde signature, G. Duroc.
Pierre-Gérard Langlois n'avait que 54 ans lorsqu'il a été emporté par une longue et cruelle maladie. Dix-sept ans après sa disparition, les 15 octobre 2011 et 25 février 2012, plus de quatre cents tableaux constituant son fonds d'atelier furent dispersés en deux ventes aux enchères organisées en l'Hôtel des ventes de la Seine à Rouen. Cet événement, outre qu'il reexplora ce qui est dit ci-dessus, mit au jour une facette ignorée de sa création, tue par Langlois de son vivant, avec la découverte de grands pastels totalement abstraits alliant la force du trait à la robustesse de la construction, énonçant une volonté de concilier l'abstraction lyrique et l'abstraction géométrique. Cette part secrète gardée par l'artiste pour lui seul jusqu'à la fin révéla que Pierre-Gérard Langlois, dans un destin inachevé, était parti sans avoir encore tout dit.

## Expositions

### Expositions personnelles
- Atrium de Théâtre des Champs-Élysées, Paris, 1965.
- Galerie Vendôme, Paris, décembre 1967[4] décembre 1970 - janvier 1971[5], avril-mai 1977[6], 1978, 1982, 1984, 1985, 1987, 1989.
- Pavillon de la France, exposition internationale de San Antonio (Texas), 1969.
- Galerie de Paris, Place François 1er, Paris, 1974.
- Burg Diesdonk, Düsseldorf, 1976, 1977, 1978, 1979.
- Galerie Bignolas, Nevers, 1978.
- Galerie Paillardon, Tours, 1978, 1980.
- Galerie Moyon-Avenard, Nantes, 1979, 1980, 1983, 1985.
- Galerie Rouge et Noir, Juan-les-Pins, 1979.
- L'Orangerie du Palais du Luxembourg, Paris, 1979.
- Galerie Maurice Cohen-Laurens, Paris, 1979, 1980.
- Galerie La Prévoté, Aix-en-Provence, 1980.
- Galerie Valdoria, Vallauris, 1980.
- Galerie R. Cappon, Marseille, 1980.
- La Curia du Louvre, Galerie de Montpensier, Paris, 1980.
- Galerie Garnier, Amiens, 1981.
- La Galerie d'Art, Le Touquet, 1981.
- Galerie Au vent des cimes, Grenoble, 1982, 1984.
- Galerie Carlier, Le Touquet, 1983.
- Galerie Schmitt, Metz, 1983.
- Galerie Maya, Strasbourg, 1984.
- Galerie M.G., Montpellier, 1984.
- Galerie d'Hermance, Genève, 1984, 1986.
- Galerie Schemes, Lille, 1985, 1987.
- Galerie Deschamps, Louviers, 1985.
- Galerie La Main de Fer, Perpignan, 1985.
- Galerie Présences, Bruxelles, 1986.
- Galerie Sanguine, La Rochelle, 1986.
- Galerie Georges Page, Biarritz, 1986.
- Galerie Monique Bourgeois, Cholet, 1986.
- Galerie Le Cadre noir, Saint-Denis (La Réunion), 1986.
- Galerie Patrick Heraud, Langon (Gironde), 1987.
- Galerie Camaïeu, Chartres, 1987.
- Galerie V.R.G., Paris, 1992 (exposition G. Duroc).
- Galerie d'art Serpente, Chartres, 1994.
- Cour 16, Paris, 2010 (exposition posthume).
- Galerie Vendôme, Paris, 2012 (rétrospective-hommage)[7].

### Expositions collectives
- Centre culturel du Moulin de Vauboyen, Bièvres (Essonne), 1968.
- Festival de Gravelines, 1970.
- Salon d'Alençon, 1970.
- Salon de Mantes-la-Jolie, 1974, 1976, 1977.
- Salon d'automne, Paris, 1975.
- International Art Market, Düsseldorf, 1976, 1977.
- International Art Fair, Cologne, 1977, 1978.
- I.F.O.C.O.P. Architecture, Paris, 1977.
- New-York, 1978.
- Abou Dabi, 1979.
- 1re Biennale de la ville du Touquet, 1979.
- De Bonnard à Baselitz, dix ans d'enrichissements du cabinet des estampes, 1978-1988, Bibliothèque nationale de France, 1992.
- Cent lithographies de peintres contemporains, château-mairie de la Mothe, Mérinchal, août 2020[8]

## Cinéma
Pierre-Gérard Langlois était l'ami d'Etienne Périer qui a utilisé ses tableaux dans des décors d'intérieurs de ses films Un meurtre est un meurtre (1972) et La Main à couper (1974).

## Réception critique
- « Des paysages à la fois vigoureux et bien affirmés, vastes surfaces d'eaux bordées de bâtisses géométrisées sous le ciel gris bleu des pays de Loire ou de l'Île de Ré, compositions sereines d'une puissante sobriété. » - Gérald Schurr[6]

## Collections publiques
- Musée de Louviers, New-York, 47e rue, huile sur toile, vers 1975.
- Château-mairie de la Mothe, Mérinchal, lithographie (donation Jean Triolet)[8].
- Artothèque de l'espace Jacques-Prévert, Mers-les-Bains, Bonzes, lithographie.
- Département des estampes et de la photographie de la Bibliothèque nationale de France, Paris, La Table du peintre, lithographie, vers 1980.

## Collections privées
- Pierre Mendès France[9].
- Philippe Noiret[9].

## Prix et distinctions
- Lauréat de la Jeune Peinture, 1969.
- Lauréat du Prix Emile Bernard, 1970.
- Prix Clément V, Luchon, 1974.
- Médaille de la ville de Mantes-la-Jolie, 1974.
- Médaille d'or du Lions Clubs International, 1979.
- Médaille de vermeil de la ville de Fénétrange, 1979.
- Médaille d'argent de la ville d'Agen, 1985.